# بولين غاردينر
بولين غاردينر (بالإنجليزية: Pauline Gardiner)‏ هي لاعبة جمباز فني نيوزيلندية، ولدت في 11 أكتوبر 1945 في كامبريدج في نيوزيلندا.

## وصلات خارجية
- بولين غاردينر على موقع أوليمبيديا (الإنجليزية)